# Uriel Canjura
Uriel Francisco Canjura Artiga (12 de septiembre de 2000) es un deportista salvadoreño que compite en bádminton.

## Trayectoria
Uriel comenzó a practicar bádminton cuando tenía nueve años, en el distrito de Suchitoto, departamento de Cuscatlán.
Ganó una medalla de bronce en los Juegos Panamericanos de 2023 y tres medallas en el Campeonato Panamericano de Bádminton entre los años 2022 y 2024. A sus 23 años se convirtió en el primer representante del bádminton salvadoreño en obtener una plaza a los Juegos Olímpicos de París 2024.

## Palmarés internacional
| Juegos Panamericanos    | Juegos Panamericanos            | Juegos Panamericanos | Juegos Panamericanos |
| Año                     | Lugar                           | Medalla              | Prueba               |
| ----------------------- | ------------------------------- | -------------------- | -------------------- |
| 2023                    | Santiago (Chile)                | Medalla de bronce    | Individual           |
| Campeonato Panamericano |                                 |                      |                      |
| Año                     | Lugar                           | Medalla              | Prueba               |
| 2022                    | San Salvador (El Salvador)      | Medalla de bronce    | Individual           |
| 2023                    | Guadalajara (México)            | Medalla de plata     | Individual           |
| 2024                    | Ciudad de Guatemala (Guatemala) | Medalla de plata     | Individual           |